# سرغدار (فريمان)
سرغدار (بالفارسية: سرگدار) هي قرية تقع في قسم بالابند الريفي في إيران. يقدر عدد سكانها بـ 144 نسمة بحسب إحصاء 2016.